# Pressure Off
Singles de Duran Duran
Girl Panic!
(2010)
Pressure Off est une chanson du groupe anglais Duran Duran avec la collaboration de Janelle Monáe et Nile Rodgers, sortie en 2015. C'est le premier single extrait du 14e album studio du groupe, Paper Gods. 

## Historique
Duran Duran collabore ici à nouveau avec le cofondateur de Chic, Nile Rodgers, qui avait produit auparavant des titres comme The Reflex (1984), The Wild Boys (1984) ou des albums comme Notorious (1986) et Astronaut (2004).

## Clip
Le clip est réalisé par Nick Egan, qui avait travaillé avec Duran Duran pour Ordinary World en 1992, Perfect Day et White Lines (Don't Do It) en 1995 et All You Need Is Now en 2010. Il a été tourné à Londres et Los Angeles. La vidéo est publiée pour le Back to the Future Day, le 21 octobre 2015.

## Classements
| Pays et classement (2015)               | Meilleure position |
| --------------------------------------- | ------------------ |
| Allemagne (Media Control AG)            | 79                 |
| Belgique (Flandre Ultratop 50 Singles)  | 88                 |
| Belgique (Wallonie Ultratop 50 Singles) | 22                 |
| États-Unis (Adult Pop Songs)            | 33                 |

## Crédits
Duran Duran
- Nick Rhodes : claviers
- Simon Le Bon : chant principal
- John Taylor : guitare basse
- Roger Taylor : batterie

Autres
- Janelle Monáe : chant
- Mark Ronson : production, auteur, programmation
- Mr Hudson : production, programmation, cordes
- Nile Rodgers : production, guitare, chœurs
- Mark Stent : mixage